# Goldene Kamera 2005
Die Verleihung der Goldenen Kamera 2005 fand am 9. Februar 2005 in der Ullstein-Halle im Verlagshaus der Axel Springer AG in Berlin statt. Es war die 40. Verleihung dieser Auszeichnung. Das Publikum wurde durch Andreas Wiele (Vorstand Zeitschriften, Axel Springer AG) begrüßt. Die Moderation übernahm zum achten Mal Thomas Gottschalk. An der Veranstaltung nahmen etwa 1200 Gäste teil. 
Die Verleihung wurde am 13. Februar 2005 um 21:45 Uhr im ZDF als Aufzeichnung ausgestrahlt. Die Sendung verfolgten 5,84 Millionen Zuschauer bei einem Marktanteil von über 24 Prozent. In der werberelevanten Zielgruppe sahen 1,69 Millionen Zuschauer zu, was einem Marktanteil von 15,5 Prozent entspricht. Die Leser wählten in der Kategorie Beste deutsche Kultserie ihren Favoriten.

## Preisträger

### Beste deutsche Schauspielerin
- Alexandra Maria Lara

### Bester deutscher Schauspieler
- Herbert Knaup

### Pop national
- Sarah Connor

### Bester deutscher Film
- Die Patriarchin

### Comedy
- Michael Herbig

### Beste Nachwuchs-Schauspielerin
- Jasmin Schwiers (Lilli Palmer & Curd Jürgens Gedächtniskamera)

### Beste deutsche Kultserie
- Großstadtrevier (Hörzu-Leserwahl)

### TV-Entertainment
- Hape Kerkeling

### TV-Journalismus
- Stefan Aust

### Auszeichnungen für internationale Gäste

#### Film international
- Bruce Willis

#### Pop international
- Tina Turner
- Bryan Adams

#### BesterTestimonial-Werbespot
- Dustin Hoffman wirbt für den Audi A6

#### Sport spezial
- Vitali und Wladimir Klitschko

#### Sport international
- Roger Federer

#### 40 Jahre Filmschaffen international
- Goldie Hawn

#### Ehrenpreis
- Jerry Lewis

## Weblink
- Goldene Kamera 2005 – 40. Verleihung